# Greyhound – Egy lehetetlen küldetés
A Greyhound – Egy lehetetlen küldetés C. S. Forester angol író háborús regénye, amelyet 1955-ben jelentetett meg. A történet a II. világháborúban játszódik, az úgynevezett atlanti csata részeként. Egy szövetséges hajókonvoj kel át az Atlanti-óceánon Észak-Amerikából Nagy-Britanniába, létfontosságú készleteket szállítva a hadban álló országnak. A regény főszereplője Ernest Krause amerikai fregattkapitány, aki a konvojt biztosító hadihajók parancsnoka.

## Történeti háttér
A Greyhound - Egy lehetetlen küldetés cselekménye 1942 elején játszódik, nem sokkal az után, hogy az Amerikai Egyesült Államok belépett a II. világháborúba. Az Észak-Amerikából induló szövetséges hajókaravánok létfontosságú készleteket (fegyvert, hadianyagot, üzemanyagot és élelmiszert) szállítottak a háborúban álló Nagy-Britanniának. A német haditengerészet, a Kriegsmarine tengeralattjárói igyekeztek minél nagyobb veszteséget okozni ezeknek a hajóknak hogy elvágják, vagy jelentős mértékben csökkentség a britekhez érkező utánpótlás mennyiségét. Az ellenük való védekezés fő módszere volt a szállítóhajók konvojba szervezése, amelyeket hadihajók kísértek útjuk során. A szövetségeseknek azonban nem áll rendelkezésükre elegendő hadihajó, így a konvojok védelmét nagyon sokáig nem tudták kielégítő módon megoldani. További problémát jelentett a légi fedezet hiánya. A szárazföldről felszálló tengeralattjáró-elhárító repülőgépek hatótávolsága ugyanis korlátozott volt, ezért az atlanti-óceáni átkelés során a hajókaravánoknak viszonylag hosszú utat kellett megtenniük légi biztosítás nélkül. Ezt, a szövetséges légierők által el nem ért óceánrészt "fekete lyuknak" is nevezték, a sikeres tengeralattjáró-támadások többsége itt következett be. Ezt a problémát csak 1943 májusára sikerült megoldani a szövetségeseknek,  a nagy hatótávolságú tengeralattjáró-vadász repülőgépek, valamint a konvojkísérő repülőgéphordozók rendszerbe állításával.              

## A mű szerkezete
A könyv három fejezetre oszlik, melyek közül a második, legnagyobb terjedelmű rész tartalmazza a cselekményt. Ez 52 órányi időtartamot ölel fel, amely 13, négy órás periódusra oszlik. Ezek a haditengerészetnél megszokott szolgálati beosztás szerinti négyórás őrségek alkotják a történet egyes szakaszait. A cselekmény a szerda délelőtti (8:00 – 12:00) őrséggel veszi kezdetét és a péntek délelőtti őrséggel (8:00 – 12:00) ér véget.

## Cselekmény
|  | Alább a cselekmény részletei következnek! |

A regény cselekménye akkor veszi kezdetét, amikor szerda reggel Ernest Krause fregattkapitány az amerikai haditengerészet USS Keeling nevű rombolójának parancsnoka szolgálatba lép. Krause egy négy hadihajóból álló kísérőcsoport parancsnoka, amely egy harminchét kereskedelmi hajóból álló konvoj fedezetét látja el. A kísérőhajók a Keelingen kívül az HMS James brit és a Viktor lengyel romboló, valamint a HMCS Dodge kanadai korvett. Krause az anapolisi haditengerészeti akadémián végzett hivatásos tengerésztiszt, de ez az első bevetése, míg az alá rendelt hadihajók már jelentős harci tapasztalattal rendelkeznek.  
A történet Krause nézőpontjából elevenedik meg az olvasó előtt. A jól képzett és lelkiismeretes, mélyen hívő tiszt békeidőben megrekedt karrierje a háború kitörésével új lendületet kapott. A kudarc lehetősége azonban folyamtosan ott lebeg a szeme előtt, hiszen harctéri tapasztalattal még nem rendelkezik. Döntéseit számos szempont figyelembe vételével kell meghoznia, sok esetben igen rövid idő alatt. Az egyéni dicsőséget nem keresheti, a létfontosságú készleteket szállító konvoj hajóit kell megoltalmaznia, a rendelkezésére álló csekély erő lehető legoptimálisabb felhasználásával, a jószerével láthatatlan és ismeretlen erejű ellenséges tengeralattjáróktól. A hadihajók készletei végesek, saját legénysége nagyobbrészt tapasztalatlan újoncokból áll, a fegyverek és a technikai berendezések tökéletlenek. Mindezeken túl Krausénak a saját testével is meg kell küzdenie, a parancsnok szenved a szükségtól, az éhségtól, a hidegtől és a pihenés hiányától. Tudása és tapasztalata mellett mély hitéből igyekszik erőt meríteni az elé tornyosuló akadályok leküzdéséhez.     
A konvoj folyamatosan ki van téve a tengeralattjárók támadásainak, amik több hajót elsüllyesztenek. Krause és a kíséret többi egysége folyamatosan próbálja visszaverni a támadásokat, és közben együtt tartani a különböző nemzetiségű és műszaki állapotú egységekből álló hajókaravánt.      
Csütörtök délután a Keeling és a Dodge tűzpárbajba keveredik egy műszaki hiba miatt a felszínre emelkedő tengeralattjáróval. A romboló és a korvett lövegei megsemmisítik a német hajót, de annak lövedékei mindkettőjükön károkat és emberveszteséget okoznak.     
Csütörtök este a Viktort torpedótalálat éri, a súlyosan sérült hajót a konvoj mentőhajója, a Cadena próbálja vontatni. A Viktor szonban minden igyekezet ellenére éjfélkor elsüllyed, de a legénységet nagyrészt sikerül kimenteni.        
Péntek reggel a konvoj találkozik egy haditengerészeti járőrgéppel, majd a segítségükre érkezett brit hadihajókötelékkel. Krause rádión jelenti az angol sorhajókapitánynak, a konvojból hét kereskedelmi hajó tilletve a Viktor rombolót vesztették el, biztosan elsüllyesztettek egy, és feltehetőleg megsemmisítettek két ellenséges tengeralattjárót. A brit parancsnok gratulál a teljesítményhez, majd utasítja Krausét, hogy a két megmaradt kísérővel váljon le a konvojról és hajózzon Londonderrybe.   
|  | Itt a vége a cselekmény részletezésének! |

## Bibliai utalások
A regény szövegében számos - mintegy negyven - bibliai idézet és utalás található, a szerző ezek szerepeltetésével is igyekszik Krause mély vallásosságát illusztrálni. Elhelyezkedésük a könyvben nem egyenletes, a bibliai szövegrészek fele az első két fejezetben található, viszont több fejezetből teljesen hiányoznak. Egyaránt találhatunk a műben Ó-, és Újszövetségi citátumokat, az író a zsoltárok könyvéből merített a legtöbbet, mivel az idézetek negyede ebből származik. A könyv eredeti angol címe, The Good Shepherd, azaz a jó pásztor is bibliai utalás.

## A hadihajók
USS Keeling: Mahan osztályú amerikai torpedórombóló, hívójele George. 
HMS James: brit torpedórombóló, hívójele Harry. 
Viktor: lengyel torpedórombóló, hívójele Eagle. 
HMCS Dodge: kanadai korvett, hívójele Dicky. 
A hajónevek az HMS James-t kivéve nem valósak, de valamennyi James nevű hajó 1700 előtt szolgált a brit haditengerészetben. A történetben említett USS Gamble romboló (Krause korábbi szolgálati helye) azonban valóban létezett és működött a II. világháború során.

## A szerző szaktanácsadói
Forester a könyv elején két amerikai tengerésztisztnek mond köszönetet: Ralph W. Christie altengernagynak (1893–1987), valamint J.D.P. Holdapp fregattkapitánynak (1917–2008). Christie tengeralattjárós tiszt volt, illetve torpedószakértő, Holdapp pedig nagyobbrészt rombolókon szolgált a II. világháború folyamán, 1945 májusától az USS Hall, Fletcher osztályú romboló parancsnoka volt. 

## Szakkifejezések a műben
A regényben számos angol nyelvű katonai, illetve haditechnikai szakkifejezés előfordul, melyek a magyar olvasók számára nem egyértelműek.
- TBS: Talk Between Ships, a hajók közti rövid távú kommunikációra használt rádiótelefon-rendszer.
- HuffDuff: A HF/DF, azaz a high-frequency direction finding, magyarul magasfrekvenciás iránykeresés nevű eljárás beceneve.
- K löveg: K-Gun, mélységi bombák kivetésére szolgáló szerkezet.
- Pillenwerfer: A szonár megtévesztésére szolgáló csali, egy kalcium-hidriddel töltött konténer, amely a tengervízzel érintkezve buborékfelhőt bocsát ki magából, és egy hajócsavarhoz hasonló akusztikai hatást kelt. Az eszköz hivatalos német neve Bold volt (a kobold szó származéka).
- PBY: Consolidated PBY Catalina, nagy hatótávolságú, tengerlattjáró-vadászatra és mentésre alkalmazott repülőcsónak.
- Condor: Focke-Wulf Fw 200 Condor, nagy hatótávolságú tengeri megfigyelő repülőgép, amelyet a németek a szövetséges hajók mozgásának követésére használtak.
- DSO, MBE: Distinguished Service Order, illetve Member of the Most Excellent Order of the British Empire brit kitüntetések rövidítései, amelyeket írásban a viselő neve után szoktak felsorolni.
- Asdic: A szonár korabeli elnevezése.

## A magyar kiadás
A regényt a Partvonal Kiadó adta ki magyar nyelven, 2020-ban Sziklai István fordításában, hagyományos és e-könyv formátumban. A magyar kiadás a 2020-ban megjelent mozifilm nyomán a Greyhound – Egy lehetetlen küldetés címet kapta, dacára annak, hogy az angol agár jelentésű greyhound kifejezés nem szerepel a könyvben. A filmváltozatban a jobban csengő Greyhound lett a Keeling rádiós hívójele a könyvben használt George helyett. 

## Külső hivatkozások
- Az 1955-ös angol nyelvű első kiadás teljes szövege. (Hozzáférés: 2024. december 29.)
- Kritika az angol nyelvű első kiadásról, 1955. (Hozzáférés: 2024. december 29.)